# میدان آتشفشانی میچوآکان و گواناجواتو
میدان آتشفشانی میچوآکان و گواناجواتو (به اسپانیایی: Campo volcánico Michoacán - Guanajuato) یک آتشفشان در مکزیک است که در میچوآکان واقع شده‌است. میدان آتشفشانی میچوآکان و گواناجواتو ۳٬۸۶۰ متر بالاتر از سطح دریا واقع شده‌است.